# Type 51 SNCB
Ne doit pas être confondu avec Série 51 SNCB.
Le Type 51 des Chemins de fer de l'État belge était une classe de locomotive à vapeur 0-3-0 , utilisé pour la manœuvre et le service de train local, introduit en 1866. 

## Histoire de la construction
Ces locomotives ont été construites par divers fabricants de 1866 à 1905.  Les machines avaient un châssis extérieur avec les cylindres situés à l'intérieur du châssis.   Pendant la longue période de temps dans laquelle ces machines ont été construites, elles subiront divers changements, par exemple dans la conception des réservoirs d'eau, avec l'abri du cabine de contrôle, de la chaudière et en longueur totale de la locomotive.
| Fabricant                                     | Quantité | Type / années | Notes                           |
| --------------------------------------------- | -------- | ------------- | ------------------------------- |
| Cockerill                                     | 4        |               | État belge                      |
| Tubize                                        | 56       | 1879–1899     | État Belge (54), Pehan (2)      |
| Tubize                                        | 3        | 1905          | exporté vers la Chine           |
| Société de Saint-Léonard                      | 155      | 1876–1905     | État belge                      |
| Saint-Léonard                                 | 3        |               | exporté vers la Chine           |
| Couillet                                      | 52       | 1866–1895     | État belge                      |
| Couillet                                      | 4        |               | Ouest de Mons, Mines de Crespin |
| Franco-Belge                                  | 22       | 1874          | État belge                      |
| Franco-Belge                                  | 2        | 1874          | exporté vers la Chine           |
| Franco-Belge (La Croyère)                     | 8        | 1906-1908     | CF Pienlo (Chine)               |
| Franco-Belge ( Raismes )                      | 6        | 1906-1908     | Pékin – Hankou                  |
| Forges Usines et Fonderies Haine-Saint-Pierre | 57       | 1875–1900     | État belge                      |
| Ateliers de construction de La Meuse          | 13       | 1888–1898     | État belge                      |
| Carels Frères                                 | 11       | 1866          | État belge                      |
| Carels Frères                                 | 28       |               | État belge                      |
| La Société Anonyme l’Énergie ( Marcinelle )   | 19       |               | État belge                      |
| Ateliers de Construction de Boussu            | 29       | 1902–1915     | État belge                      |
| Zimmermann-Hanrez                             | 3        | 1885, 1895    | État belge                      |
| S.A. Ateliers de Construction de J.J. Gilain  | 3        | 1905          | État belge                      |
| Ateliers de construction de la Biesme         | dix      |               | État belge                      |
| Lambert ( Marcinelle )                        | 8        | 1889–1890     | État belge                      |

| Fabricant                | Séries        | Nombres     | Quantité |
| ------------------------ | ------------- | ----------- | -------- |
| Société de Saint-Léonard | NON (1876)    | 458 - 460   | 3        |
| Saint-Léonard            | 2 NON (1879)  | 492 - 495   | 4        |
| Saint-Léonard            | 3 NON (1879)  | 501 - 505   | 5        |
| Saint-Léonard            | 4 NON (1881)  | 528 - 534   | 7        |
| Saint-Léonard            | 5 NON (1881)  | 567 - 572   | 6        |
| Saint-Léonard            | 6 NON (1884)  | 669 - 677   | 9        |
| Saint-Léonard            | 7 NON (1884)  | 685 - 689   | 5        |
| Saint-Léonard            | 8 NON (1889)  | 813 - 817   | 5        |
| Saint-Léonard            | 8 NO 2 (1889) | 830 - 831   | 2        |
| Saint-Léonard            | 9 NON (1895)  | 967 - 972   | 6        |
| Saint-Léonard            | 9 NO 2 (1895) | 984 - 985   | 2        |
| Saint-Léonard            | 9 NO 3 (1897) | 1073 - 1077 | 5        |
| Saint-Léonard            | 9 NO 4 (1898) | 1143 - 1146 | 4        |
| Saint-Léonard            | 9 NO 5 (1898) | 1154 - 1155 | 2        |
| Saint-Léonard            | 9 NO 6 (1900) | 1235 - 1239 | 5        |
| Saint-Léonard            | 9 NO 7 (1900) | 1245 - 1250 | 6        |
| Saint-Léonard            | 9 NO 8 (1901) | 1252 - 1261 | dix      |